# Citrat de liti
El citrat de liti (Li 3 C 6 H 5 O 7 ) és una sal de liti de l'àcid cítric que s'utilitza com a estabilitzador de l'estat d'ànim en el tractament psiquiàtric dels estats maníacs i el trastorn bipolar. Hi ha una extensa farmacologia del liti, el component actiu d'aquesta sal.
L'aigua de Lithia conté diverses sals de liti, inclòs el citrat.

## Història
Una primera versió de Coca-Cola disponible a les fonts de refresc de les farmàcies anomenada Lithia Coke era una barreja de xarop de Coca-Cola i aigua de litia. El refresc 7Up es va anomenar originalment "Bib-Label Lithiated Lemon-Lime Soda" quan es va formular el 1929 perquè contenia citrat de liti. La beguda era un medicament patentat comercialitzat com a cura per a la ressaca. El citrat de liti es va eliminar del 7Up l'any 1948 després que la Food and Drug Administration en prohibís l'ús en refrescs.
El citrat de liti s'utilitza com a estabilitzador de l'estat d'ànim i s'utilitza per tractar la mania, la hipomania, la depressió i el trastorn bipolar. Es pot administrar per via oral en forma de xarop.